# گرهی متانی
گرهی متانی (به انگلیسی: Garhi Matani) یک روستا در پاکستان است که در ناحیه اتک واقع شده‌است.